# Заозерна (Юргінський район)
Заозе́рна (рос. Заозёрная) — присілок у складі Юргінського району Тюменської області, Росія.
Населення — 194 особи (2010, 216 у 2002).
Національний склад станом на 2002 рік:
- росіяни — 98 %